# حادثة قصف النعيرية 2015
في صباح يوم 6 تموز 2015م، سقط صاروخ من طائرة سوخوي 25 تابعة لطيران القوة الجوية العراقية على منطقة النعيرية التابعة لمنطقة بغداد الجديدة شرق بغداد.
على إثرها أعلنت وزارة الدفاع العراقية أن السبب يعود لخلل فني أدى لسقوط صاروخ لم يتمكن الطيار من إطلاقه في عملية عسكرية في محافظة الأنبار التي يسيطر عليها تنظيم الدولة الإسلامية (داعش) لكنه سقط على منازل سكنية أثناء عودة الطائرة إلى القاعدة العسكرية قرب بغداد.
الخسائر تجاوزت 15 شخصا بين قتيل وجريح بالإضافة لتضرر 5 منازل. وقد أعلنت الحكومة العراقية عن إجراء تحقيق حول ملابسات الحادثة والتوجيه بتعويض الخسائر المادية.